# Isti fluid
»Isti fluid« je skladba in peti single Aleksandra Mežka. Single je bil izdan leta 1983 pri založbi Jugoton. Avtor glasbe je Aleksander Mežek, avtorica besedila pa Marina Tucaković.

## Seznam skladb
| A stran | A stran                              | A stran |
| Št.     | Naslov                               | Dolžina |
| ------- | ------------------------------------ | ------- |
| 1.      | „Isti fluid‟ (A. Mežek/M. Tucaković) | 3:33    |

| B stran | B stran                                     | B stran |
| Št.     | Naslov                                      | Dolžina |
| ------- | ------------------------------------------- | ------- |
| 1.      | „Ljubav preko žice‟ (A. Mežek/M. Tucaković) | 3:24    |

## Zasedba
- Aleksander Mežek – vokal, vokalna spremljava
- Andy McCrorie-Shand  – klaviature, programiranje
- Richard Cottle – sintetizator
- Bill Roberts – kitare
- Linda Jardin – vokalna spremljava
- Mel Collins – saksofon